# Iglesia de San Bartolomé (Villalba del Alcor)
La iglesia de San Bartolomé de Villalba del Alcor (también denominada Iglesia-Fortaleza de San Bartolomé) es un templo religioso de culto católico situado en el centro histórico de la población de Villalba del Alcor en la provincia de Huelva (España).

## Descripción

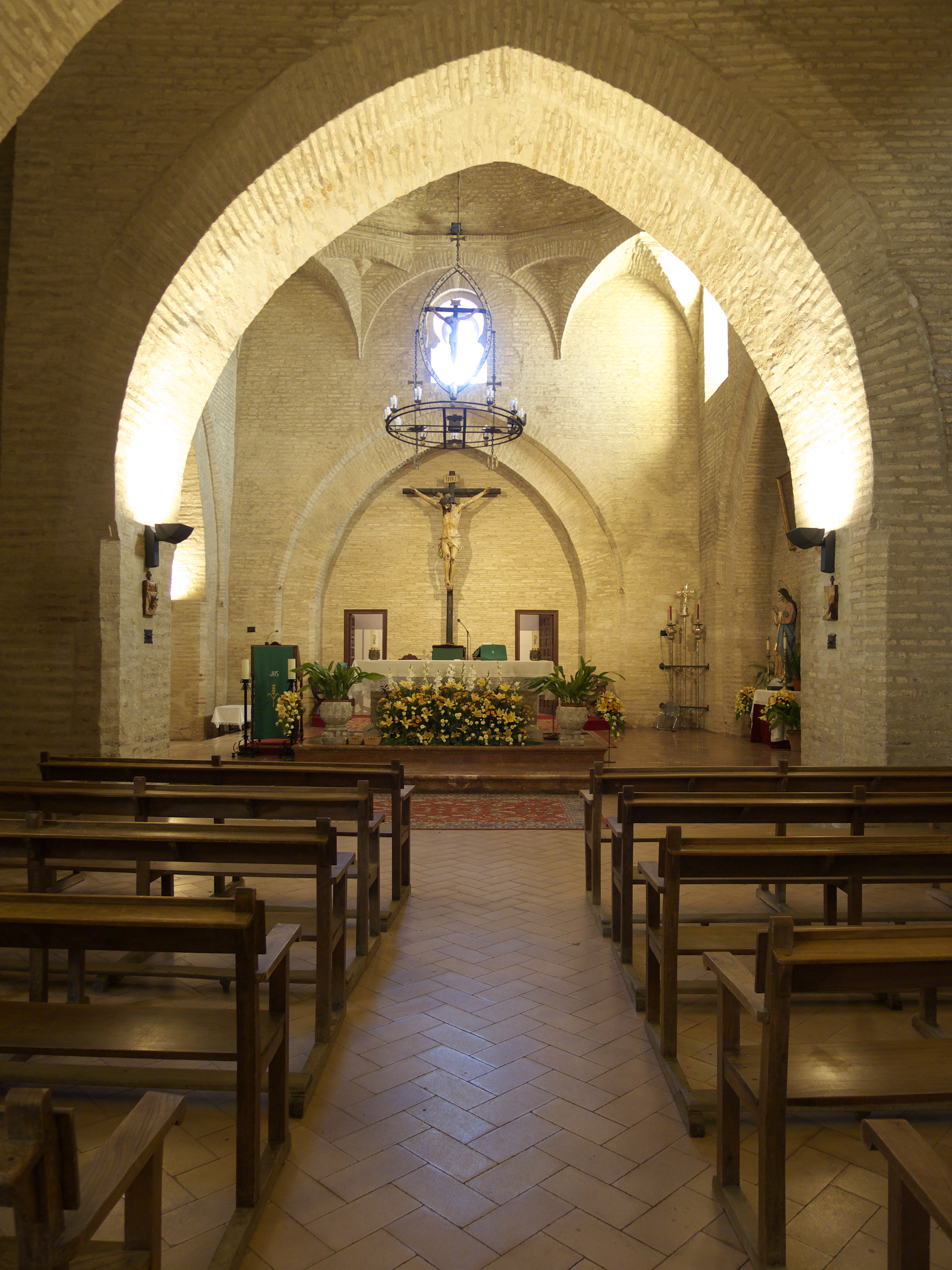
Nave principal del templo y al fondo el altar mayor

Se trata de una iglesia inscrita en una antigua fortaleza almohade que fue declarada Bien de Interés Cultural en 1931.
Presenta una singular planta rectangular con cuatro torreones en sus esquinas que proporcionan una imagen de fortaleza al conjunto. La edificación se encuentra dividida en dos partes en forma de ele que dejan en el centro un patio, la primera de ellas ocupada por la iglesia y la segunda por una vivienda y dependencia administrativas de la parroquia. 
El exterior, en ladrillo, presenta un conjunto de varios volúmenes con aspecto de fortaleza militar y tan solo algunos adornos barrocos. La fachada principal la constituye la que da hacia el sur y que es ocupada por la nave principal del templo. Esta nave consta de siete tramos con arcos transversales de ladrillo y se encuentra flanqueada en sus extremos por dos torres, la del campanario en el oeste y a los pies, donde también se abre una portada y la denominada Torre Llana, en el este que es un espacio típicamente mudéjar que alberga la bóveda central y el presbiterio. Cuenta con otra en el centro de la nave, al sur, que presenta un cuerpo ligeramente adelantado con arco apuntado. Desde el presbiterio nace otra segunda nave de sur a norte, formando ángulo recto con la principal, que puede ser datada entre el siglo XIV y el siglo XV. Consta de cuatro tramos y sigue el mismo modelo compositivo que la nave principal. Existen otras dos naves menores que corres de forma paralela a las dos anteriores y que sirve de deambulatorio y otra que es capilla sacramental. 
El muro norte carece de vanos y se halla también flanqueado por dos tores.